# Beano di Mortlach
Beano (fl. XII secolo) è ritenuto un vescovo di Mortlach. Il suo culto come santo è stato confermato da papa Leone XIII nel 1898.

## Biografia
Non si hanno notizie certe su Beano.
Nell'Auctaria al martirologio di Usuardo, al 16 dicembre si ricorda san Beano, primo vescovo di Aberdeen e confessore; passò alla stessa data nel martirologio romano. Fu probabilmente vescovo di Mortlach agli inizi dell'XI secolo poiché la sede vescovile fu traslata da quella città ad Aberdeen sotto il regno di Malcolm II.
I bollandisti, basandosi su un'errata lettura del martirologio di Tallaght, pongono la sua celebrazione al 26 ottobre.

## Il culto
Papa Leone XIII, con decreto dell'11 luglio 1898, ne confermò il culto con il titolo di santo.
Il suo elogio si legge nel martirologio romano al 26 ottobre.